# Пиадже
Пиа̀дже (на италиански: Piagge, на местен диалект Piag, Пиадж) е село в Централна Италия, община Тере Ровереске, провинция Пезаро и Урбино, регион Марке. Разположено е на 201 m надморска височина.